# José María Zárraga
José María Zárraga (Las Arenas, 15 augustus 1930 – Madrid, 3 april 2012) was een Spaans voetballer die als middenvelder speelde.
Zárraga begon zijn loopbaan bij Arenas Club de Getxo (1948-49) en speelde daarna voor AD Plus Ultra, een satellietclub van Real Madrid. Hij maakte de overstap naar Real in 1951 en zou tot 1962 in totaal 217 competitiewedstrijden spelen waarin hij vijf doelpunten maakte en met de club vele prijzen won.
Hij speelde tussen 1955 en 1958 acht keer voor het Spaans voetbalelftal. Als trainer was Zárraga actief voor CD Málaga (1964 en 1969) en Real Murcia (1965).

## Erelijst
Real Madrid
- Wereldbeker voor clubteams: 1960
- Europacup I: 1955/56, 1956/57, 1957/58, 1958/59, 1959/60
- Copa Latina: 1955, 1957
- Spaans landskampioenschap: 1953/54, 1954/55, 1956/57, 1957/58, 1960/61, 1961/62
- Copa del Generalísimo: 1961/62